# Белокопытник ледниковый
Белокопы́тник леднико́вый (лат. Petasites glacialis) — многолетнее травянистое растение из рода Белокопытник.
Белокопытник ледниковый встречается в Сибири, на Дальнем Востоке (побережье Охотского моря, Чукотки), на Аляске. Места произрастания: моховые каменистые тундры, влажные скалистые места.

## Название
Синонимы:
- Endocellion glaciale (Ledeb.) J.Toman (1972) — Эндоцеллион ледниковый
- Nardosmia glacialis Ledeb. — Нардосмия ледниковая

## Биологическое описание
Один из самых мелких видов белокопытника.
Корневище ползучее, имеет толщину 1,5—2 мм.
Прикорневые листья, по сравнению с другими видами белокопытника, небольшие — лишь до 5 см в ширину; на черешках длиной до 5 см; округлые, почти почковидные, в основании сердцевидные; по краям с широкими треугольными острыми зубцами; слабоопушённые или голые.
Стебель тонкий, прямой, с белым паутинистым опушением, в верхней части с железистыми волосками; в момент цветения имеет высоту 5—20 см, затем, к моменту созревания семян — до 30 см.
Цветки собраны в одиночные корзинки диаметром 1—1,2 см. Венчики жёлтые.
Число хромосом: 2n = 120.

## Применение
См. раздел «Применение» в статье «Белокопытник».